# Grauer Wacholder-Nadelholzspanner
Der Graue Wacholder-Nadelholzspanner (Thera juniperata) ist ein Schmetterling (Nachtfalter) aus der Familie der Spanner (Geometridae). Ein weiterer deutscher Trivialname für diese Art ist Grauer Buschhalden-Wacholder-Blattspanner.

## Merkmale
Die Falter erreichen eine Flügelspannweite von bis zu 25 Millimetern. Die grauen bis weißgrauen Vorderflügel zeigen ein braunes Wurzel- und Mittelfeld, deren Ränder durch die meist mehr oder weniger gezackt verlaufende basale, innere und äußere Querlinie begrenzt sind, die jeweils innen schwarz, nach außen weiß angelegt sind. Das Mittelfeld kann stark eingeschnürt oder in isolierte Einzelflecken aufgelöst sein. Die weißliche Wellenlinie verläuft in nach außen gerichteten Bögen; sie kann undeutlich ausgebildet sein oder fehlen. Die Flügelspitze wird durch einen schwarzen Strich geteilt. Die Hinterflügel sind hellgrau. Gelegentlich kommen verdunkelte Exemplare vor. Auffallend ist, dass die Falter häufig, nachdem sie sich nach einer Flugphase auf einer Unterlage niedergelassen haben, mit über dem Körper zusammengefalteten Flügeln herumlaufen oder auch in dieser Position eine Weile sitzen.
Die Raupen erreichen eine Länge von bis zu 21 Millimeter, sind hellgrün und weisen eine undeutliche, bläulichgrüne Rückenlinie auf. Die ebenfalls nicht deutlich ausgeprägten Nebenrückenlinien sind grünlich oder weißlich. Die breite, gelblichweiße Seitenlinie ist oben rot gesäumt. Die Beine sind rosrot, der Kopf ist rund und grünlichbraun.
Die Puppe ist schlank, hellgrün bis graubraun. Sie besitzt am Kremaster, der verhältnismäßig kurz ist, sechs Hakenborsten.

### Ähnliche Arten
- Brauner Linien-Blattspanner, Thera cognata (Thunberg, 1772)

### Synonyme
- Larentia juniperata[2]
- Cidaria juniperata[2]

## Vorkommen
Die Art ist in Europa stellenweise häufig und bis ins nördliche Skandinavien verbreitet, fehlt aber auf der Balkanhalbinsel. Sie kommt vom Flachland bis in die Mittelgebirge überall dort vor, wo Wacholder wächst, meist an Waldrändern, in Heidelandschaften und Wacholderheiden. In den Alpen steigt sie bis nahe an die 2000-Meter-Höhenlinie. Durch die Bepflanzung von Parks und Gärten mit Wacholderarten als Ziersträucher kommt die Art heute auch in Städten und Dörfern vor. Die Falter sind nachtaktiv und werden vom Licht angezogen.

## Lebensweise
Das Weibchen legt seine Eier ausschließlich an Arten der Gattung Juniperus ab. Die Raupen ernähren sich hauptsächlich von Gemeinem Wacholder (Juniperus communis) und dessen Garten- und Zierformen, aber auch vom Alpen-Wacholder (Juniperus communis var. saxatilis) und Sadebaum (Juniperus sabina) und eventuell auch Chinesischer Wacholder (Juniperus chinensis). Bei Massenbefall können die Sträucher durch die Fresstätigkeit der Raupen absterben.
Das Ei oder auch die kleine Raupe überwintert.
Etwa Ende August verpuppen sich die Raupen in lockeren Kokons in heruntergefallenem Laub am Boden.

## Flug- und Raupenzeiten
Die Art fliegt in einer Generation von Anfang September bis Mitte November, in wärmebegünstigten Gegenden auch noch später. Die Raupen findet man von Juni bis August oder von Oktober überwinternd bis August.